# Sylven Landesberg
Sylven Joshua Landesberg (New York, 10 aprile 1990) è un cestista statunitense con cittadinanza israeliana naturalizzato austriaco.

## Carriera
Cresciuto cestisticamente nei Cavaliers della Università della Virginia, ha esordito da professionista nel Maccabi Haifa, squadra della massima serie israeliana; dal 2010 al 2012 ha collezionato 50 presenze.
Terminata l'esperienza ad Haifa, si è trasferito al Maccabi Tel Aviv, con la cui maglia disputa anche l'Eurolega 2012-13.

## Palmarès

### Squadra
- Campionato israeliano: 1

Maccabi Tel Aviv: 2013-14
- Coppa di Israele: 5

Maccabi Tel Aviv: 2012-13, 2013-14, 2014-15, 2015-16, 2016-17
- Coppa di Lega israeliana: 3

Maccabi Tel Aviv: 2012, 2013, 2015
- Eurolega: 1

Maccabi Tel Aviv: 2013-14

### Individuale
- McDonald's All-American Game (2008)
- MVP Coppa di Lega israeliana: 1

Maccabi Tel Aviv: 2013